# Холоценско масово измиране
Холоценско масово измиране се нарича всеобхватното и протичащо и в наши дни масово измиране на видове по време на съвременната холоценска епоха. Списъкът на изчезналите видове обхваща редица растителни и животински семейства, включващ бозайници, птици, земноводни, влечуги и членестоноги. Холоценското измиране понякога се определя като шестото значително масово измиране. От Международния съюз за защита на природата (IUCN) е документирано изчезването на 784 вида от 1500 г. до наши дни  Имайки предвид обаче, че по-голямата част от изчезналите видове най-вероятно не са документирани, учените оценяват, че броят на изчезналите видове само за миналия век е някъде между 20 хиляди и 2 милиона, като точният брой не може да бъде установен. Максималният съвременен темп на измиране се оценява на 140 хил. вида годишно.
Най-общо казано холоценското масово измиране представлява изчезването на едрите бозайници (наричани още мегафауна) в края на последния ледников период, т.е. преди около 9000 – 13 000 години. Като причини се посочват или климатичните промени, или разпространението на човека, или и двете заедно.
Нарастването на наблюдавания темп на измиране става все по-голямо през последните години. Няма единно мнение по въпроса дали по-скорошните случаи на масово измиране трябва да се разглеждат като отделни явления или просто като част от един-единствен ескалиращ процес. Растителните видове също бележат значителни загуби поради измиране на представители през последните десетилетия. Холоценското измиране повсеместно се отличава с влиянието на антропогенни фактори и с протичане в рамките на много кратък геологичен период (от десетки до хиляди години), в сравнение с повечето други масови измирания.